# Romangordo
Romangordo – gmina w Hiszpanii, w prowincji Cáceres, w Estramadurze, o powierzchni 39,07 km². W 2011 roku gmina liczyła 261 mieszkańców.